# 蘇奧穆斯薩爾米戰役
蘇奧穆斯薩爾米戰役（芬蘭語：Suomussalmen taistelu）是一場芬蘭軍與蘇聯軍隊之間在冬季戰爭中的一場戰役。這場戰役爆發於1939年12月7日，到1940年1月8日結束。
結果芬蘭在面對優勢兵力，依然獲得了重大的勝利。一直到今天，芬蘭人對於此場戰役的感覺仍是整個冬季戰爭的象徵。

## 戰鬥過程

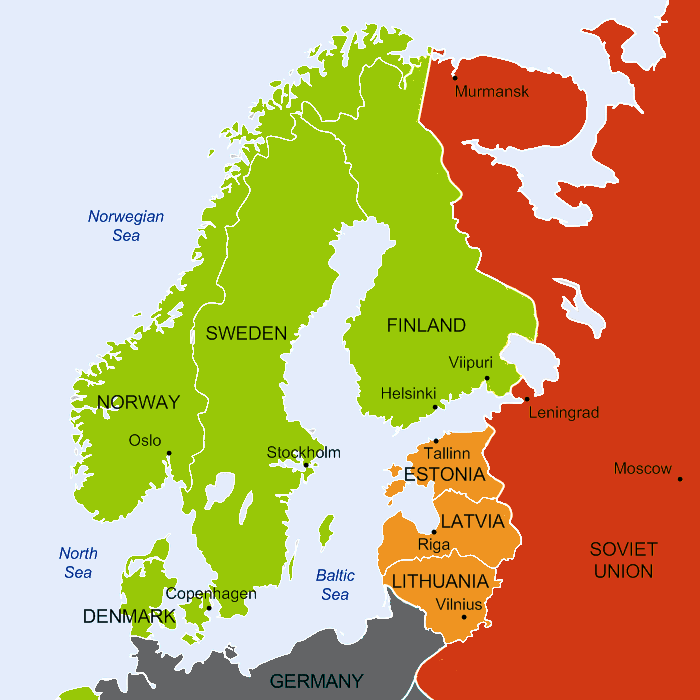
1939年的北歐地圖

1939年11月30日，蘇聯第163師越過芬蘭和蘇聯之間的邊界，首先推進到東北對面的蘇奧穆斯薩爾米村。蘇聯的目標是推進到奧盧城，進而有效地將芬蘭切半。在此的守軍只有一個芬蘭營（Er.P 15），該守軍位於蘇奧穆斯薩爾米外側的雷阿特路附近。
12月7日，蘇奧穆斯薩爾米發生了小部分衝突（只有兩個小型部隊在邊界和蘇奧穆斯薩爾米發動行動），但芬蘭人在此之前摧毀了村莊，拔除蘇軍的庇護處，並撤回到對岸的湖泊。
第一次大規模戰鬥開始於12月8日，蘇聯軍隊開始襲擊整個冰凍湖泊以西，而他們的進攻卻失敗了。不久，蘇聯軍隊又開啟了第二次大規模的戰鬥，他們從西北的普奥兰卡開始襲擊；這時，防守此地的的Er.P 16（lit.第16獨立營），也才剛剛抵達。對於蘇軍來講，這次的進攻很不幸地也失敗了。
12月9日，守軍獲得一支新成立的團（JR 27）。上校亞爾馬·西拉斯沃受命指揮芬蘭部隊，他立即開始反擊並嘗試奪回蘇奧穆斯薩爾米。主力部隊在蘇奧穆斯薩爾米的情勢占優，但卻未奪取該村，還遭到嚴重損失。
12月24日，蘇聯軍隊發動反擊，但未能衝破芬蘭部隊周圍的陣線。
芬蘭人在增加了兩個新的團（JR 64和JR 65）之後，又於12月27日再次襲擊。這一次，他們終於奪回了村莊，而蘇軍則恐慌地向周圍冰凍的湖泊撤退。
就在此時，蘇聯第44師（主要是由烏克蘭人組成）從東邊開往蘇奧穆斯薩爾米援救。但是他們也在通往蘇奧穆斯薩爾米的雷阿特公路上，與其他撤退的蘇聯軍隊一起被圍困。
在1940年1月4日和1月8日之間，第44師被芬蘭部隊分割成數個區塊後被摧毀（在戰術上被稱為口袋，芬蘭語‘motti’，意為‘柴堆’），並被迫丟棄許多重裝武器給芬蘭軍隊。

## 影響
戰役以芬蘭的大獲全勝告終，如果蘇聯佔領了奧盧城，芬蘭將被迫在兩條戰線上戰鬥以保衛國家，同時，一條通往瑞典的重要鐵路線將被切斷。這場戰役也大幅提升了芬蘭軍隊的士氣。
此外，芬蘭部隊在雷阿特-蘇奧穆斯薩爾米路戰役中還奪獲了大量的軍用物資，包括43輛坦克、71門野戰砲、260台卡車、1170匹馬、29門反坦克炮及其他武器，這對芬蘭軍隊來講，是極大的補充。

## 分析
蘇奧穆斯薩爾米戰役常被認為是，一個小型部隊，如何利用妥善領導和在熟悉的地形中戰鬥，打敗一個數量上遠占優勢的敵人，進而獲得最終的勝利。芬蘭勝利的因素包括：
- 由於芬蘭軍隊使用滑雪板和雪橇，使他們較能適應崎嶇及積雪的地形，因而具有較高的機動性；與此相反，蘇聯的重型軍隊卻被局限於道路上，大大的損失了機動性。
- 芬蘭策略很靈活，往往是非正統的，例如：針對蘇聯的戰地廚房、使蘇聯士兵陷入混亂、在副極地地區的冬季中戰鬥。
- 蘇聯反情報上的失誤：芬蘭軍隊經常截聽到蘇聯大量利用一般電話線進行的通訊。[5]
- 芬蘭軍隊的裝備非常適合用在下大雪和嚴寒中戰鬥，而蘇聯軍隊没有得到恰当的防寒裝備与补给，尤其是缺乏冬季迷彩服。
- 芬兰军队的士气很高，因为他们正在为保卫自己的国家而战斗。 另一方面，苏联军队的主体主要由应征的塔吉克人（163步枪师）和乌克兰人（44步枪师）组成，进攻本身完全出于政治原因，因此尽管苏联宣传工具不断运行，但军队仍很快就失去了战斗的意愿。
- 蘇聯的目地是要奪取奧盧地區，以便將芬蘭一分為二，但是這在現實上是不可能的，因為該區域主要是森林及濕地，其道路網主要都是採伐過後所留下來的路跡。而他們的機械化師則不得不依靠這些道路，如此一來，就很容易成為機動芬蘭滑雪部隊的目標。
- 芬蘭人精簡了他們的所需，並將正面迎擊做為最後的攻勢，藉此以減少戰術上的錯誤。同時惡劣的气候也較適合使用簡潔的行動。
- 蘇聯紅軍爾後三十年間仍然受到史達林清洗行動的侵害，並常常被視為不稱職的官員。[6]

## 註腳
1. ↑  Trotter, William; "A Frozen Hell: The Russo-Finnish War of 1939–1940", Algonquin Books, 2000
2. ↑  The Battle of Suomussalmi, 8 - 30 December 1939 , part 1
3. ↑  （文）（俄文） Suomalaiset ja venäläiset tutkijat etsivät yhdessä totuutta talvisodasta
4. ↑  The Mighty Finn （页面存档备份，存于） - War Nerd, the eXile, Issue 254, 29 December 2006
5. ↑  Snow and Slaughter at Suomussalmi - Hughes-Wilson, John - Military History, January/February 2006, page 50
6. ↑  World War II - Willmott, H.P. et al, Dorling Kindersley Publishers Ltd, 2004

## 外部連結
- 蘇奧穆斯薩爾米戰役(英文) （页面存档备份，存于） (from www.winterwar.com)

64°53′18″N 28°53′20″E / 64.88833°N 28.88889°E